# St. Augustine South (Estados Unidos)
St. Augustine South es un lugar designado por el censo ubicado en el condado de San Juan en el estado estadounidense de Florida. En el Censo de 2010 tenía una población de 4.998 habitantes y una densidad poblacional de 1.209,87 personas por km².

## Geografía
St. Augustine South se encuentra ubicado en las coordenadas 29°50′43″N 81°18′59″O / 29.84528, -81.31639. Según la Oficina del Censo de los Estados Unidos, St. Augustine South tiene una superficie total de 4.13 km², de la cual 4.13 km² corresponden a tierra firme y (0%) 0 km² es agua.

## Demografía
Según el censo de 2010, había 4.998 personas residiendo en St. Augustine South. La densidad de población era de 1.209,87 hab./km². De los 4.998 habitantes, St. Augustine South estaba compuesto por el 94.8% blancos, el 1.1% eran afroamericanos, el 0.24% eran amerindios, el 1.42% eran asiáticos, el 0% eran isleños del Pacífico, el 0.42% eran de otras razas y el 2.02% pertenecían a dos o más razas. Del total de la población el 4.32% eran hispanos o latinos de cualquier raza.